# Église Saint-Donat d'Arlon
Pour les articles homonymes, voir Saint-Donat.
L’église Saint-Donat est une église de la ville belge d'Arlon, en province de Luxembourg.
Elle est située sur la Knippchen, colline au cœur du vieux quartier arlonnais appelé la Hetchegass. 

## Histoire
L'église Saint-Donat se trouve au cœur du vieux quartier d'Arlon, au centre de la zone du Castrum antique. Le château du premier comte d'Arlon, Waleran, fut érigé à cet endroit au XIe siècle, puis détruit par les troupes du duc de Guise en 1558, avec le reste des remparts de la ville.  
L'église fut érigée en 1626 par des Pères Capucins, sur les ruines de l'ancien château comtal. Le lieu fut fortifié sous le règne de Louis XIV. L'église fut restaurée en 1851 et encore une fois à la fin du XIXe siècle. 
Point culminant de la ville d'Arlon, avec un sous-sol ferrugineux, le lieu attire naturellement la foudre, qui s'y abat à de nombreuses reprises durant l'histoire. C'est la raison pour laquelle l'église fut dédié à saint Donat de Bad Münstereifel, invoqué contre la foudre, les orages et les tempêtes. 
L'ancien couvent de capucins est définitivement fermé en 1796, et l'église est aménagée en église paroissiale au XIXe siècle. 

## Caractéristiques

### Le chemin de la Croix
Le « Chemin royal de la Croix », ou « montée de Saint-Donat », est un chemin de croix en pierre datant de 1846 qui mène à l’église et qui est classé depuis 1992 au Patrimoine majeur de Wallonie. 

### Le Belvèdère
Le Belvédère actuel fut construit entre 1905 et 1907 pour remplacer le clocheton original des Capucins et est véritablement l'emblème touristique de la ville. Il culmine à 35 m environ, sur la butte qui elle-même est à 428 mètres, ce qui offre une vue très large sur les toits d'Arlon, le plateau des Ardennes, et les trois pays : la Belgique, la France et le Grand-Duché de Luxembourg.

## Folklore
Le carillon sonne toutes les heures du jour l’air de Zu Arel op der Knippchen (À Arlon sur la Knippchen), chanson folklorique traditionnelle du Pays d'Arlon et du Grand-Duché de Luxembourg et hymne officieux du Luxembourg belge, province de Belgique.

## Images

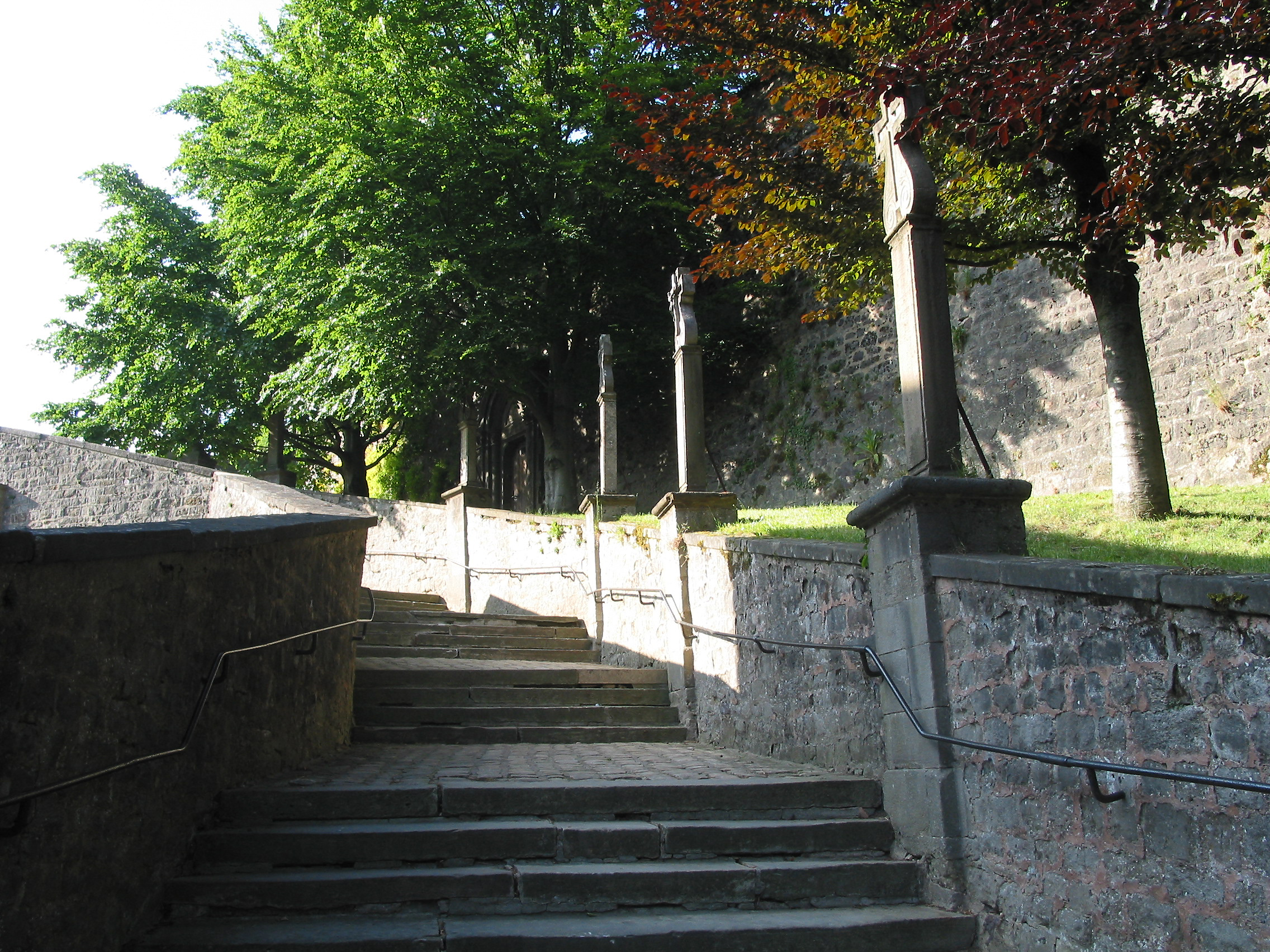
La montée de Saint-Donat
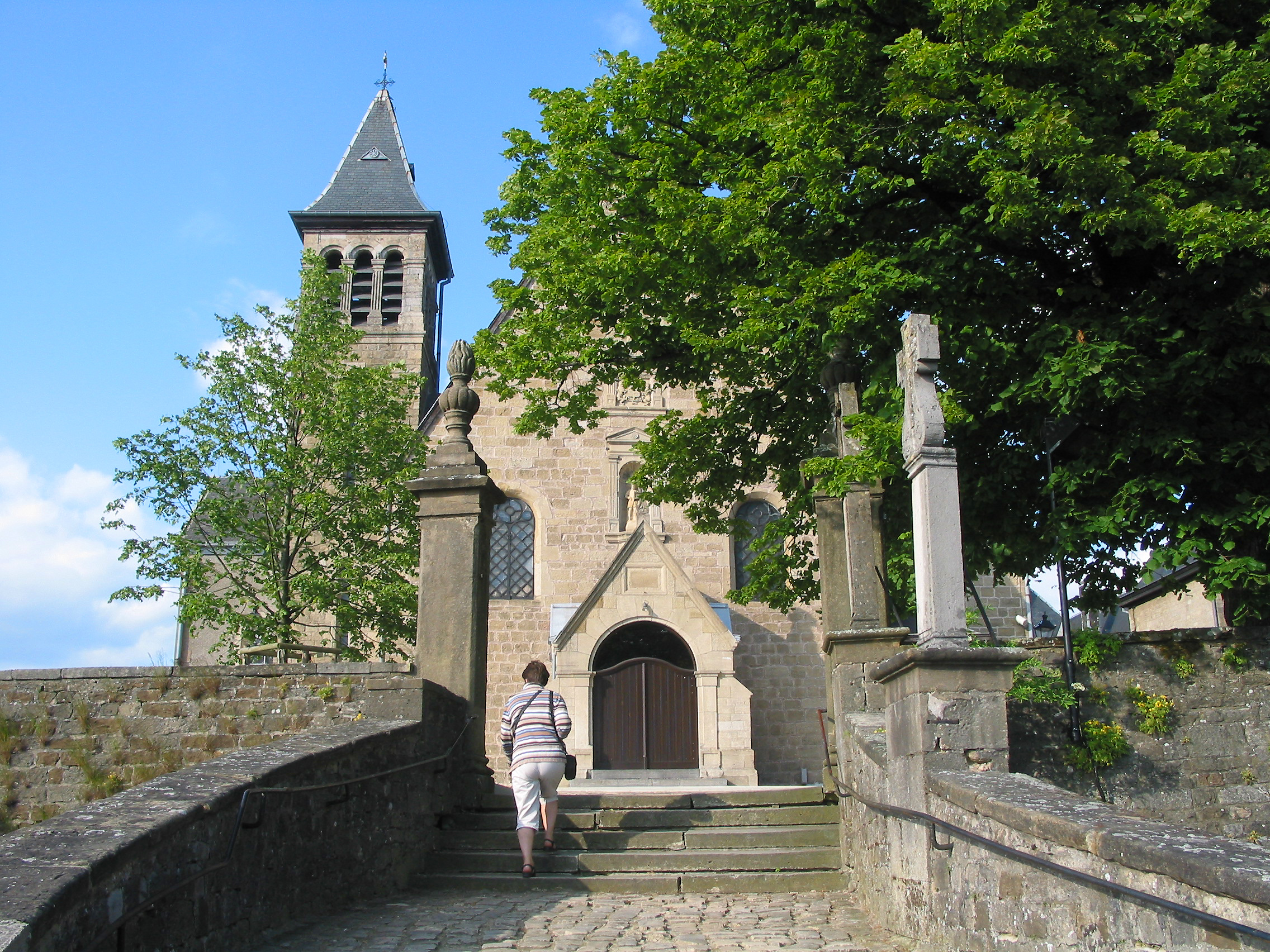
L’arrivée au sommet
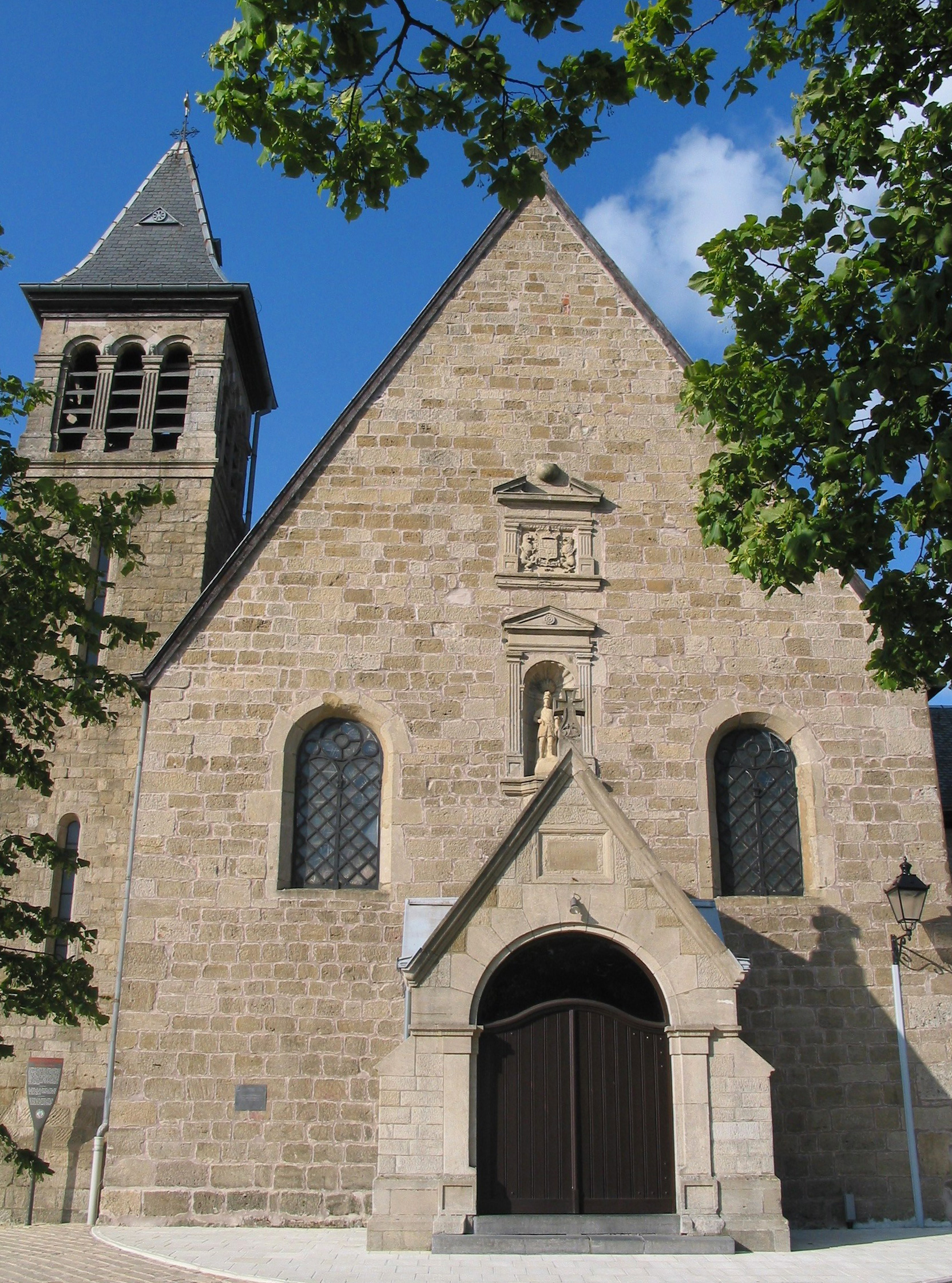
L’entrée
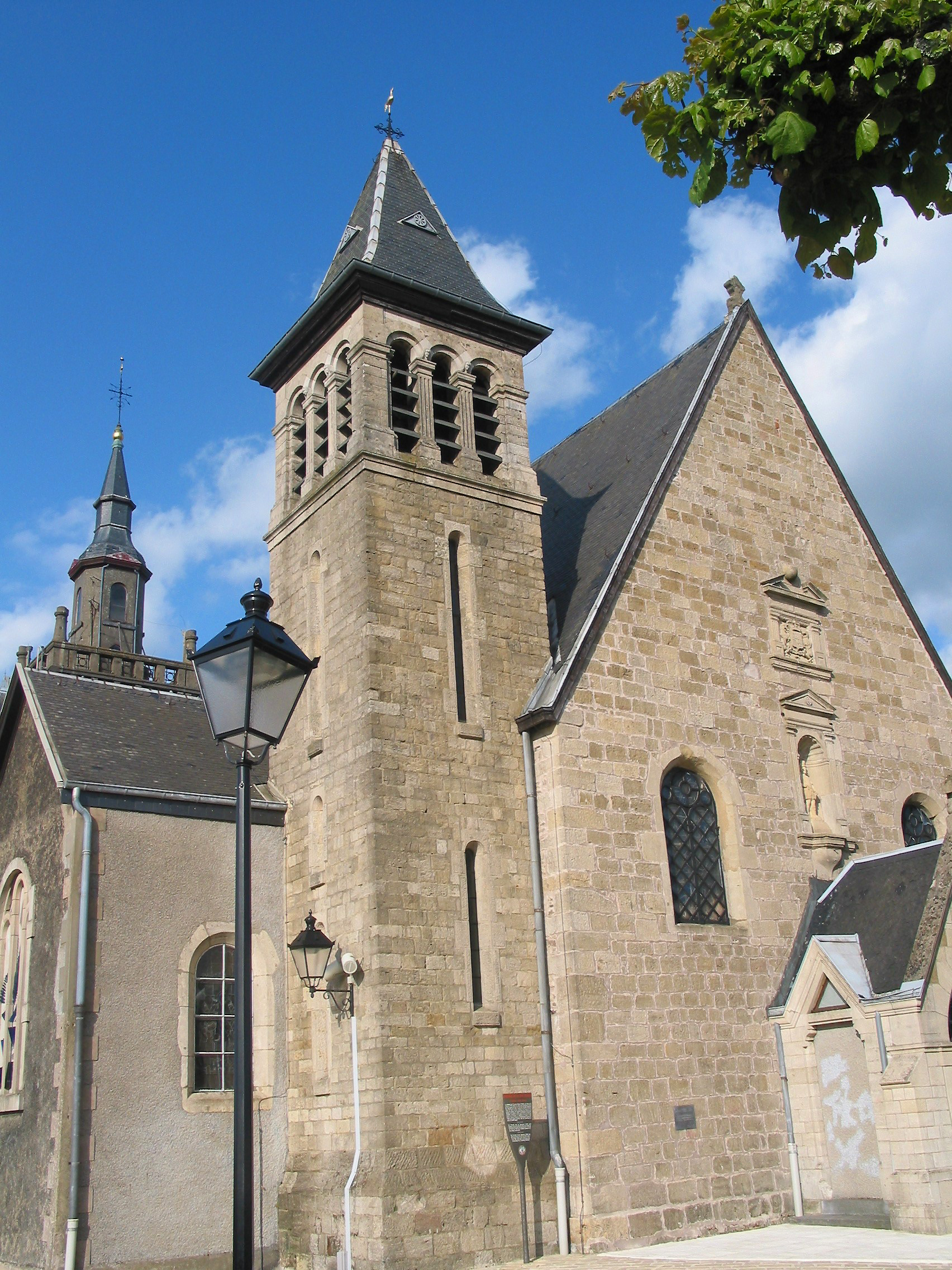
Le clocher
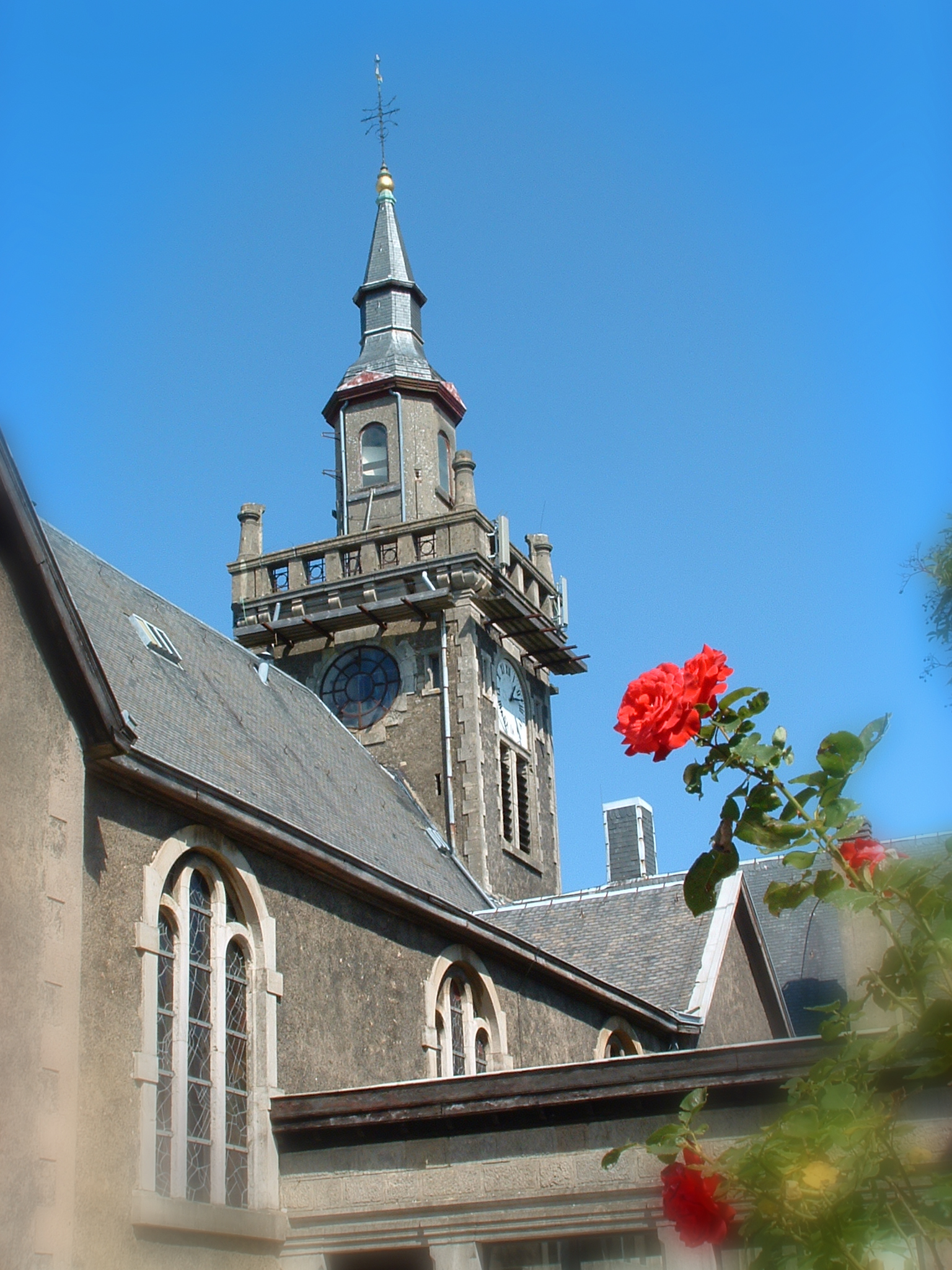
Le belvédère